# Buddy Elias
Bernhard "Buddy" Elias (Frankfurt am Main, 2 de junho de 1925 — Basel-Stadt, 16 de março de 2015) foi um ator, comediante e patinador alemão. Ele é mais conhecido por ser o primo de Anne Frank, a quem ela descrevia como o seu favorito no Diário de Anne Frank (1947). Eles se separaram quando Buddy foi para a Suíça pouco antes da Segunda Guerra Mundial. Ele era filho da irmã do pai de Anne, Otto Frank, que foi o único familiar sobrevivente do Holocausto. Juntos, eles serviram como os "guardiões" do legado de Frank, protegendo seu nome de exploração comercial. Até sua morte, atuou também como o presidente da Fundação Anne Frank.